# Rajd Karkonoski 1990
Rajd Karkonoski 1990 – 10. edycja Rajdu Karkonoskiego. Był to rajd samochodowy rozgrywany od 19 do 20 października 1990 roku. Była to szósta runda Rajdowych Samochodowych Mistrzostw Polski w roku 1990. Rajd składał się z dwudziestu jeden odcinków specjalnych. Zespołowo wygrał Autoklub Rzemieślnik Warszawa. Rajd wygrał Paweł Przybylski, zwycięzca 13 OS-ów w tym jednego ex aequo, drugie miejsce zajął Andrzej Koper, zwyciężając dziewięć OS-ów w tym jeden ex aequo. Na trzecim miejscy dojechał Wiesław Stec.

## Wyniki końcowe rajdu[2][1]
| Miejsce | Kierowca            | Pilot              | Samochód                   | Czas    | Strata | Grupa Klasa |
| ------- | ------------------- | ------------------ | -------------------------- | ------- | ------ | ----------- |
| 1       | Paweł Przybylski    | Krzysztof Gęborys  | Audi Coupé Quattro         | 2:03:51 | -      | A-13        |
| 2       | Andrzej Koper       | Maciej Wisławski   | Volkswagen Golf II GTi 16V | 2:06:15 | +2:24  | A-13        |
| 3       | Wiesław Stec        | Cezary Klaczyński  | Opel Manta 2.0 E           | 2:12:08 | +8:17  | A-13        |
| 4       | Vitautas Sabataitis | Arunas Bukmanas    | Łada Samara 2108           | 2:13:12 | +9:21  | A-12        |
| 5       | Bogdan Herink       | Barbara Stępkowska | Renault 11 Turbo           | 2:14:06 | +10:15 | A-13        |
| 6       | Dariusz Poletyło    | Tomasz Szostak     | Toyota Corolla GTI         | 2:19:22 | +15:31 | A-12        |
| 7       | Marek Gieruszczak   | Maciej Maciejewski | Toyota Corolla 1600 GT     | 2:19:23 | +15:32 | A-12        |
| 8       | Robert Herba        | Jakub Mroczkowski  | Łada Samara 2108           | 2:23:54 | +20:03 | A-11        |
| 9       | Piotr Kufrej        | Maria Wiechowska   | FSO Polonez 1600           | 2:23:59 | +20:08 | A-14        |
| 10      | Zenonas Balciunas   | Vladas Vaitkus     | Łada Samara 2108           | 2:25:35 | +21:44 | A-11        |